# Biserica de lemn din Timișeni
Biserica de lemn din Timișeni, județul Gorj este o biserică construită în 1773 și aflată la Muzeul Național al Satului „Dimitrie Gusti” din București.

## Istorie
Biserica din Timișeni a fost transferată în Muzeul Național al Satului în anul 2002, fiind la un pas de distrugere, din cauza extinderii carierei de cărbuni Pinoasa, bazinul Rovinari. Ea poartă hramul „Sfântul Nicolae” și provine tocmai din cătunul Boncea, satul Timișeni, comuna Fărcășești, județul Gorj. A fost ridicată în anul 1773 - conform anului aflat pe icoanele împărătești, semnate de Mihai și Gheorghe Zugravu, icoane care au fost lucrate dupa ridicarea construcției - din bârne de stejar. Este printre puținele biserici de lemn din țară care au pictură exterioară, constituindu-se într-un martor al epocii istorice în care a fost ridicată. „Proorocii” sunt pictați pe peretele sudic, „Judecata de apoi”, în pridvor, pe peretele de deasupra ușii și preoții Barhoată și Pupăzan, slujitori în acest lăcaș, pe pereții absidei altarului. Pictura a fost realizată în mai multe etape: în 1773, icoanele, apoi, în 1856, pictura din altar și între 1874-1875, restul picturii.

## Descriere

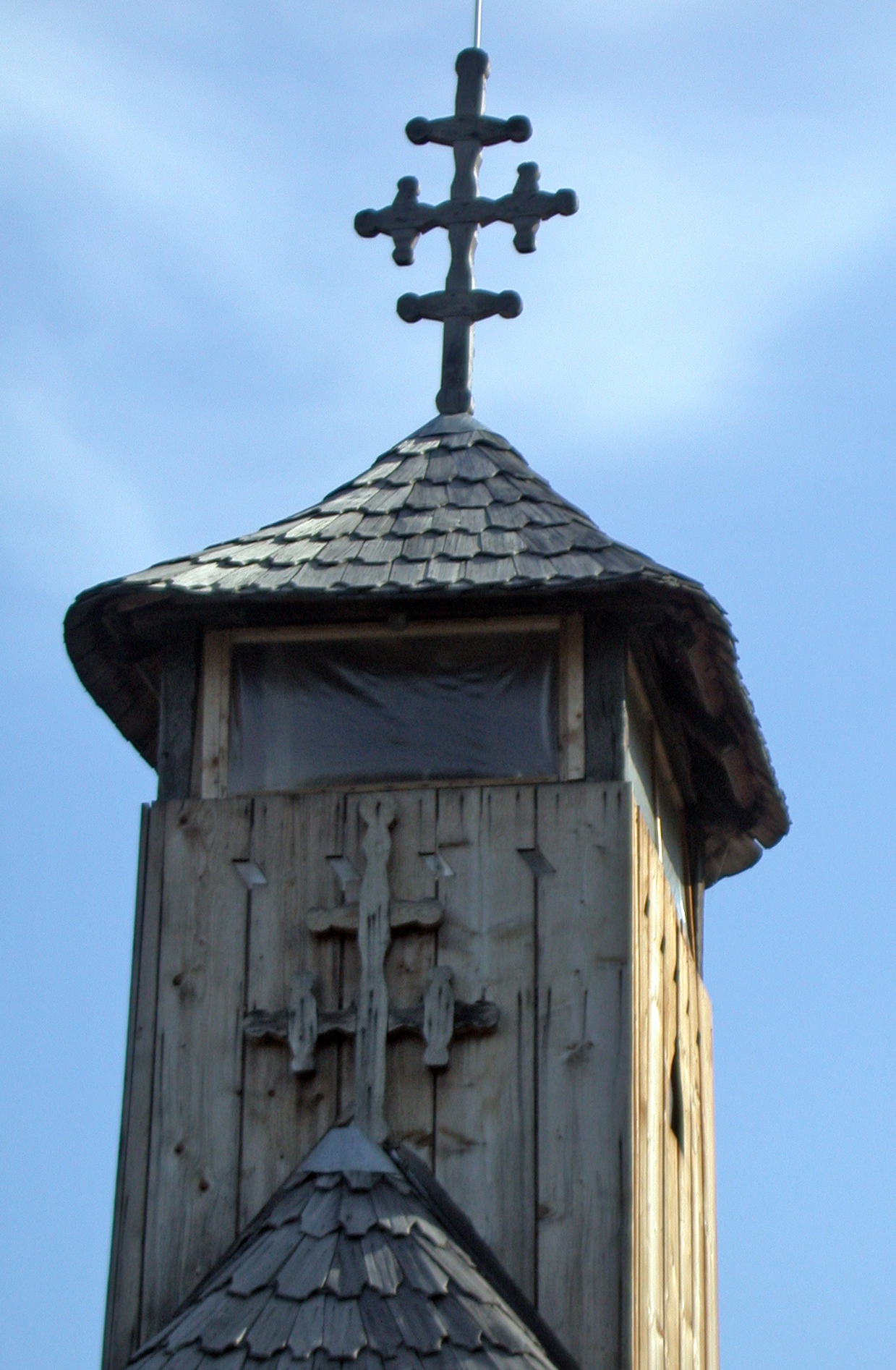
Turla bisericii

Din punct de vedere planimetric, monumentul se înscrie în categoria bisericilor sală cu: altar, naos, pronaos și pridvor deschis pe stâlpi. La interior, spațiul este acoperit cu o boltă în leagăn. Peste pronaos se ridică turla clopotniței, prevazută cu un foișor acoperit cu coif și încununat cu o cruce metalică. Absida altarului are formă hexagonală, fiind decroșată simetric.
Monumentul este construit din bârne de stejar, cioplite cu securea în patru fețe și îmbinate în coadă de rândunică. O talpă monumentală, cu capetele suprapuse la colțuri, suportă întreaga greutate a construcției. Aceeași tehnică - coadă de rândunică - este utilizată și la îmbinarea grinzilor ce formează hexagonul absidei altarului, demonstrând abilitatea și măiestria tehnologică a meșterilor dulgheri din Oltenia. Acoperișul în patru ape, realizat pe o șarpantă fixată doar cu ajutorul cuielor din lemn, se individualizează prin învelitoarea din șindrilă, cu streașină largă, pentru a proteja pereții din lemn.

## Imagini

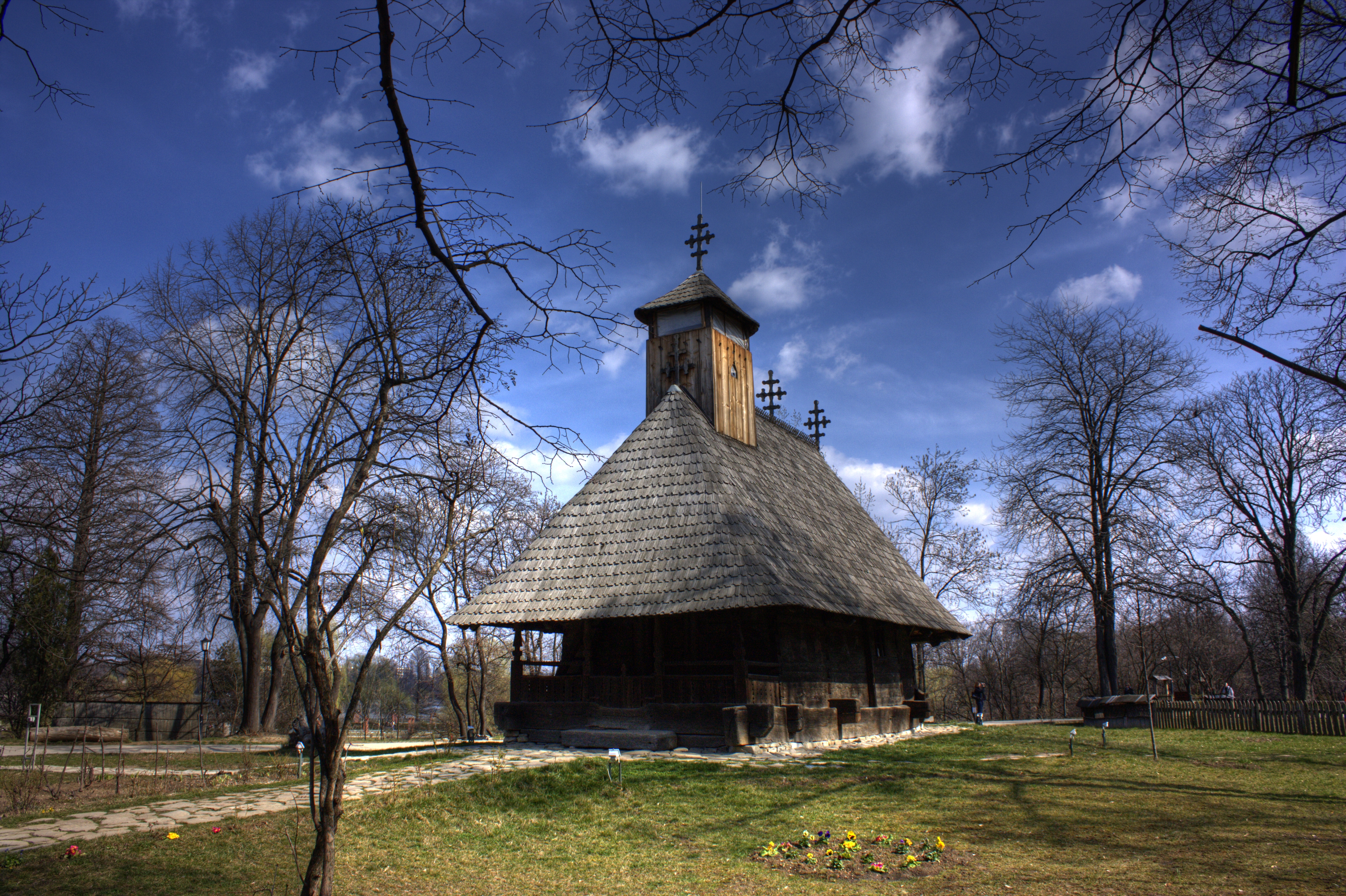
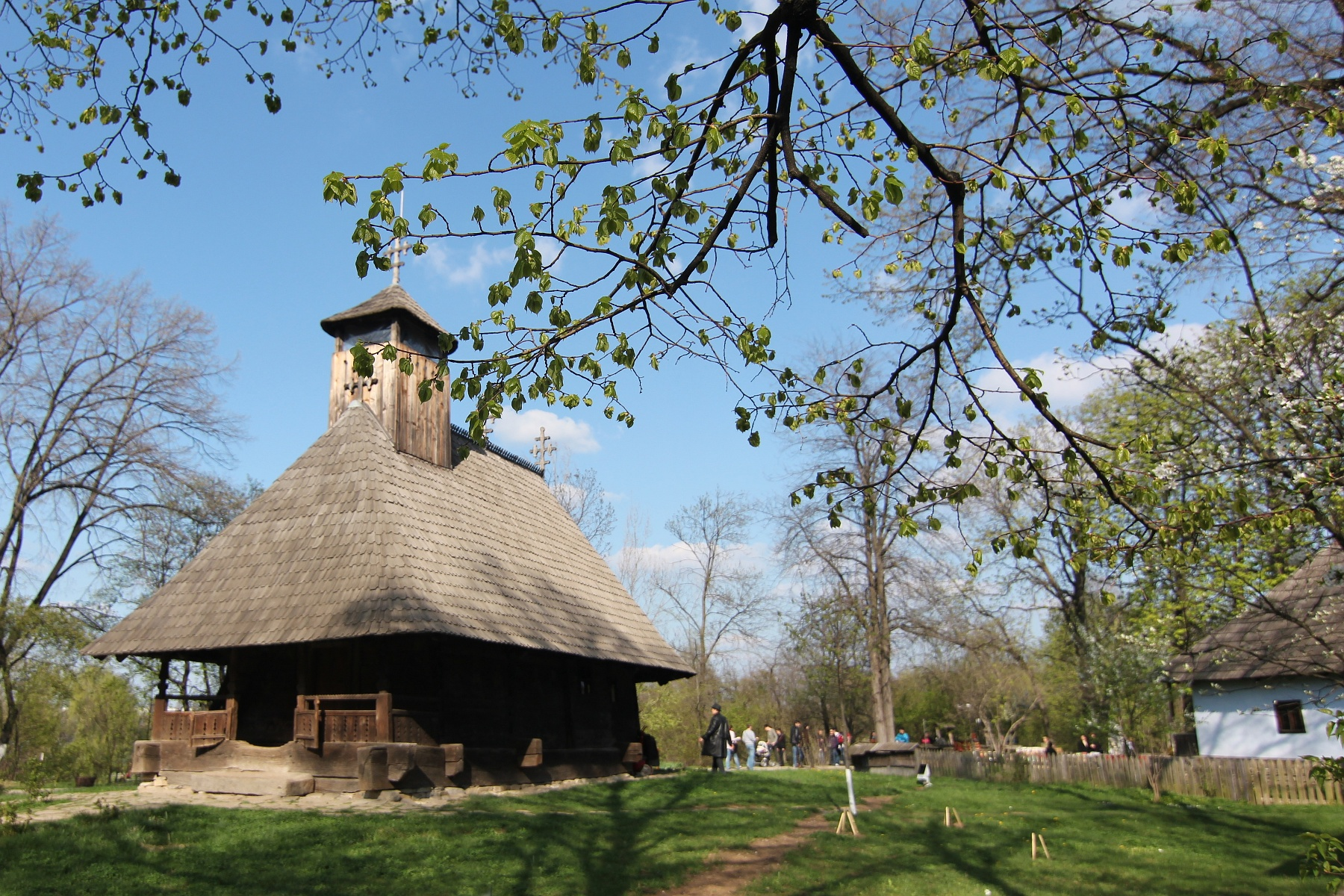
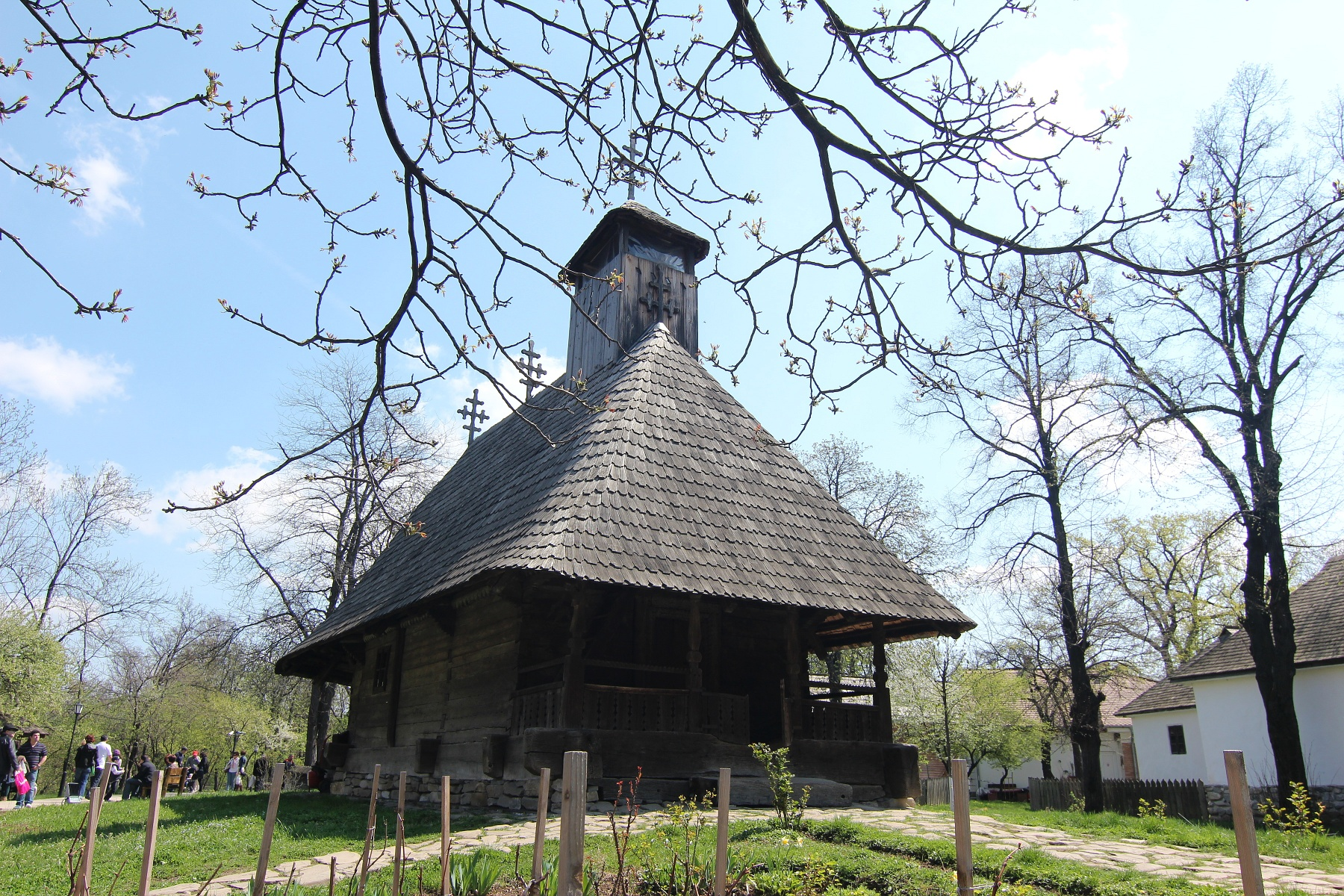
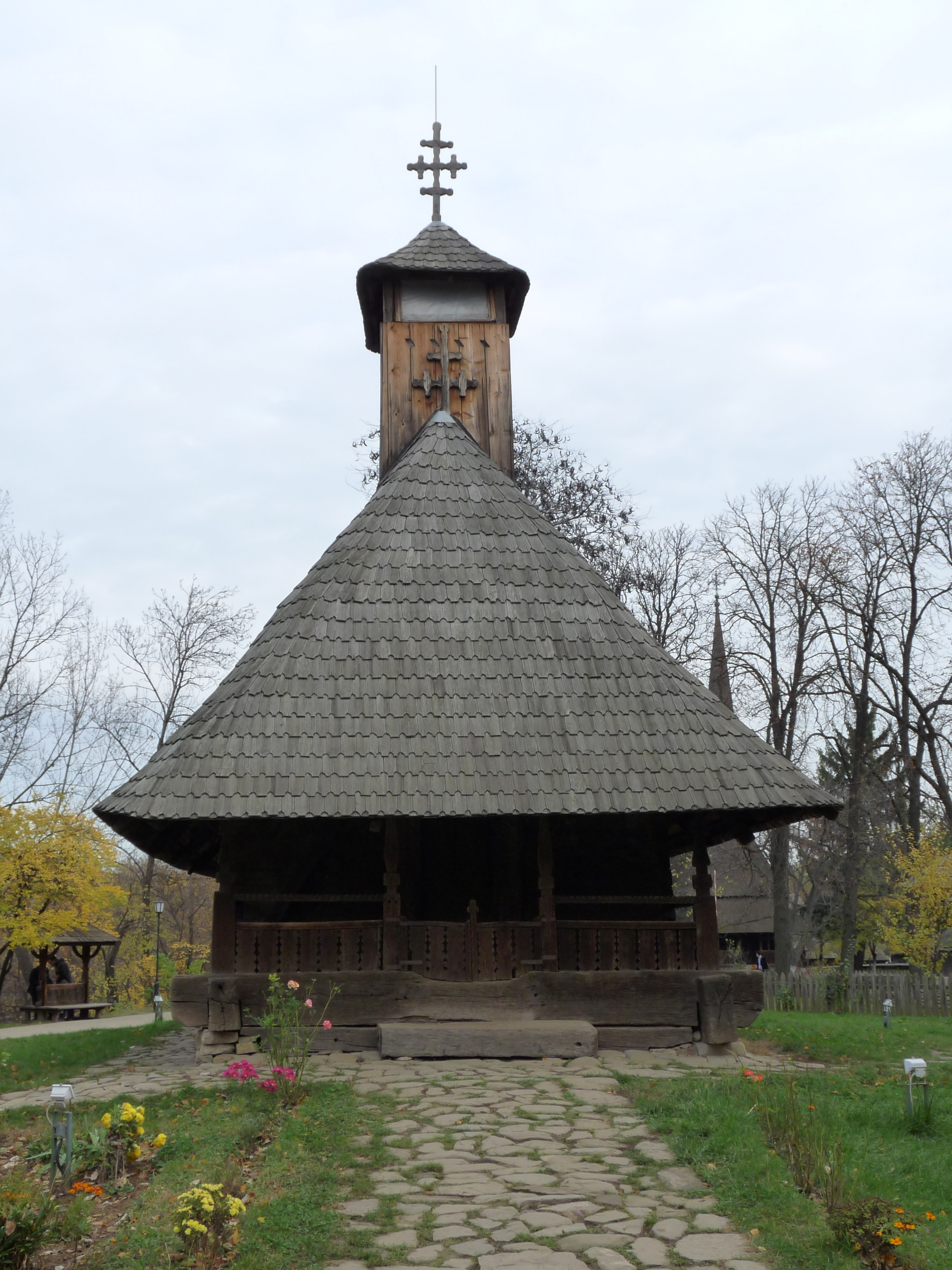
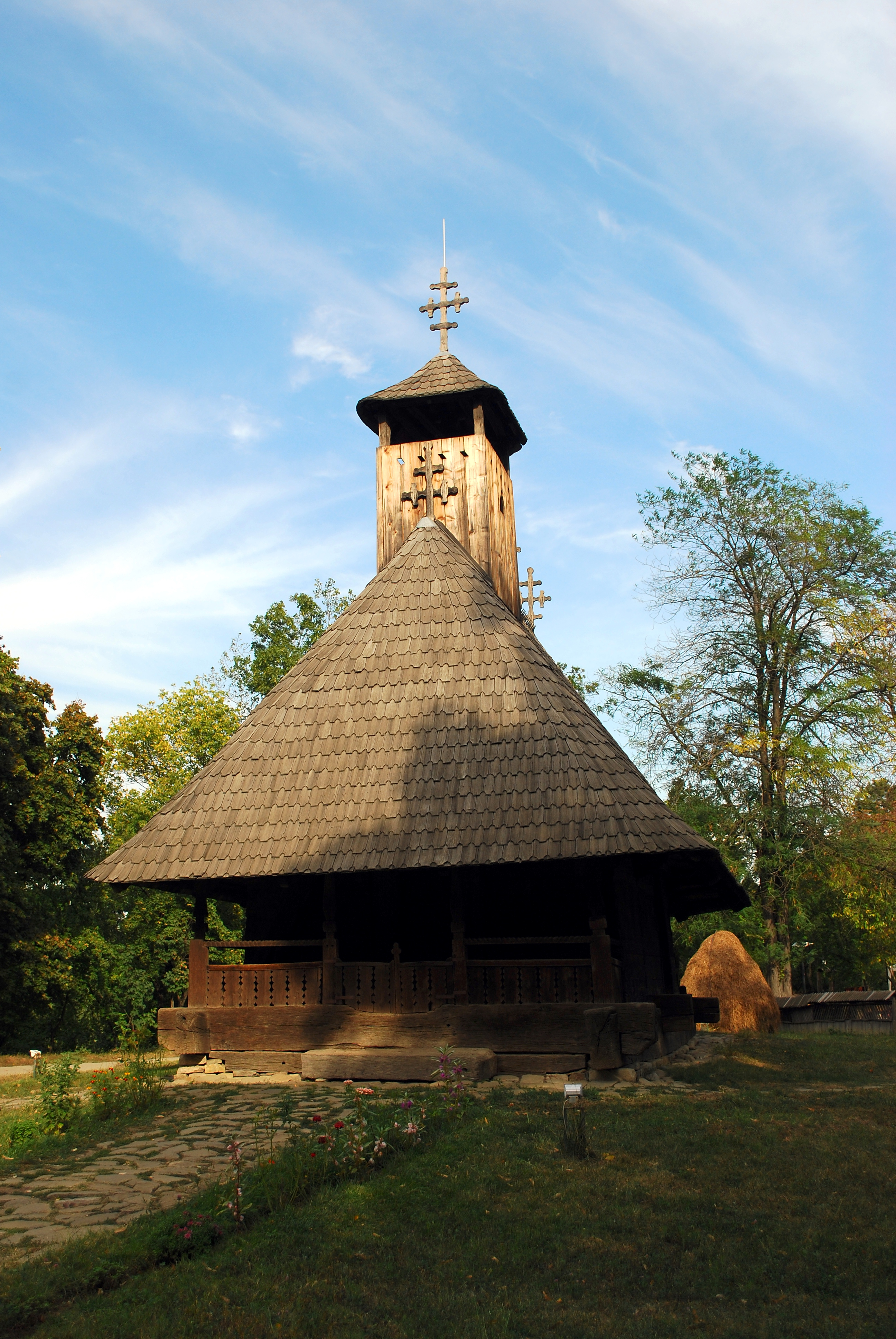
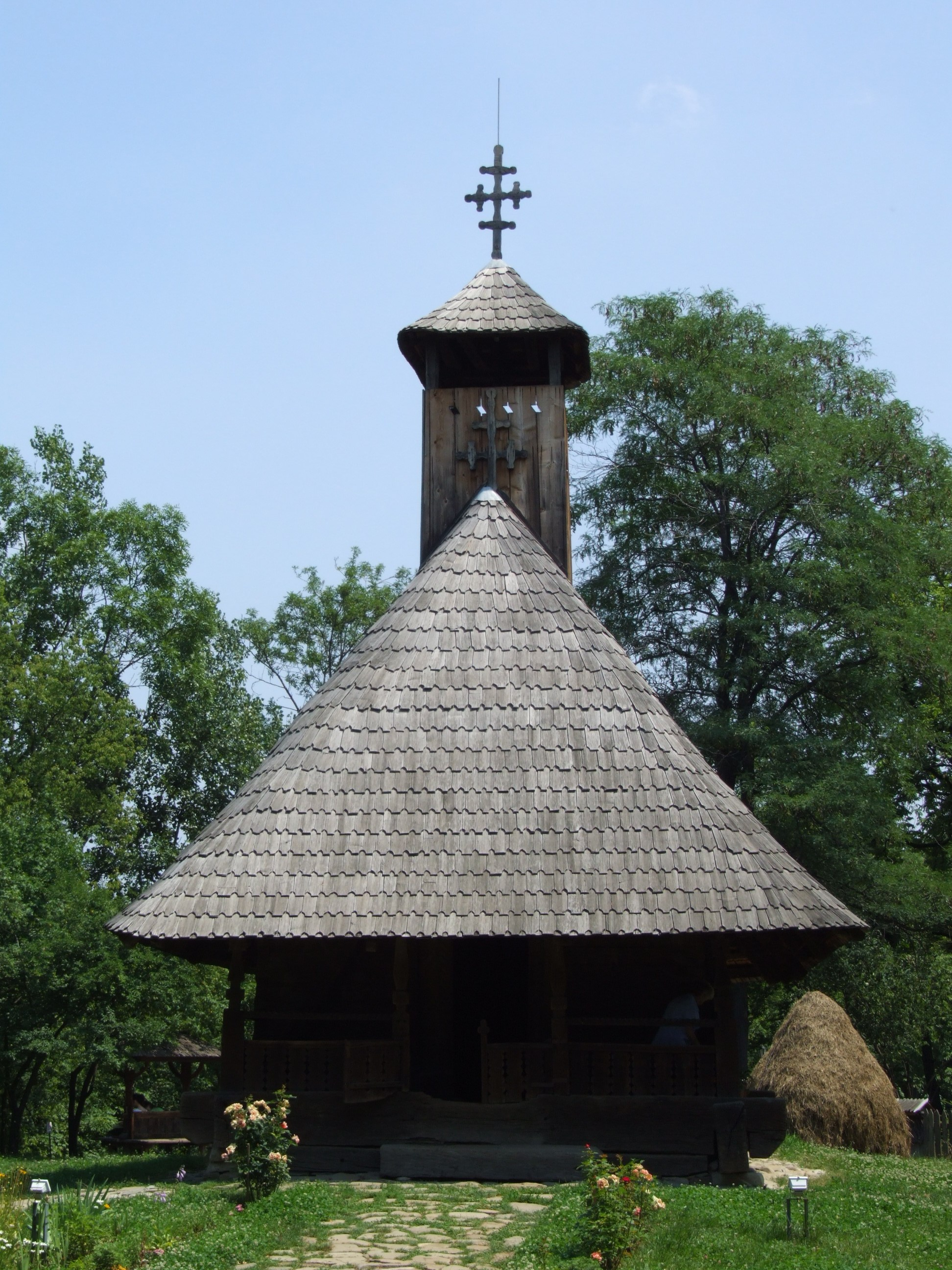